# G. Love & Special Sauce
A G. Love & Special Sauce egy 1992-ben alakult alternatív hiphopzenekar az Amerikai Egyesült Államokbeli Philadelphiából.

## Története
A laza és „hátradőlős” blues hangzást az R&B és a rap stílusaival ötvöző zenekar 1992-ben alapult, eredetileg duóként.
A zenekarról elnevezett első albumukat 1994-ben adta ki az Okeh/Epic, a Sony Music egyik leányvállalata. A "Cold Beverage" című slágerük, és részben az MTV „Rotation” című műsorának köszönhetően, az album majdnem aranylemez lett. Az album sikerén felbuzdulva a csapat rengeteget koncertezett, még a neves H.O.R.D.E. mozgó zenei fesztiválon is felléptek.
1995-ben megjelent második albumuk Coast to Coast Motel címmel. Jóllehet sokan ezt az albumot jobbnak tartják az elsőnél, mégsem ért el akkora sikert.
A második album kiadását követő turné közben a csapat majdnem feloszlott, anyagi jellegű összekülönbözések miatt. Az ekkor már három tagból álló zenekar ekkor különvált, hogy kis szünetet tartson. Közben mindhárman saját utakon, különböző formációkban bukkantak fel.
1997 októberére végül a zenekarban megoldódtak a nézeteltérések és kiadták harmadik albumukat, Yeah, It's That Easy, melyen a saját számok mellett más művészekkel közösen felvett számok is találhatók (All Fellas Band, Philly Cartel, King's Court, Dr. John). Ez az album, melyre nagy hatással volt a soul zene, inkább a legelső korongjukhoz hasonlított.
Hamarosan a G. Love & Special Sauce világkörüli turnéra indult, melyről csak 1999-ben tértek vissza Philadelphiába. Ekkor adták ki negyedik albumukat Philadelphonic címmel, melyet az Electric Mile követett 2001-ben. Ez utóbbin érezhető leginkább az a széles zenei paletta, mely a trió tagjaira nagy hatással volt, mely egyenlő mértékben foglalja magába a hiphop, a funky, a pszichedelikus rock, a blues és a soul. "Mile" címmel ezután ismét hatalmas turnéba kezdtek a fiúk.
2004-ben jött ki a The Hustle című albumuk, melyen G. Love-ék újra a kezdeti letisztult, egységes, „grúvosabb” jellegű próbálkozásokhoz tértek vissza. A The Hustle volt az első olyan G. Love kiadás, mely Jack Johnson égisze alatt jelent meg, a Brushfire Records kiadó közreműködésével. Jack Johnsonnal már legalább a Philadelphonic (ő is hallható a korongon) megjelenése óta jó cimborák voltak.
G. Love 2004-ben számtalanszor lépett fel Jack Johnsonnal és egyéb Brushfire művészekkel. Ebből egy élő felvételes lemez is került a boltokba.
Hetedik stúdióalbumuk 2006. augusztus 1-jén jelent meg "Lemonade" címmel, melyen sok kortárs művész működik közre, mint Marc Broussard, Jack Johnson, Tristan Prettyman, Donavon Frankenreiter, Blackalicious, Ben Harper és még sokan mások. Erről az első kislemez a "Hot Cookin'."

## Tagok
- Garrett Dutton, azaz G. Love (ének, gitár, szájharmonika)
- Jimmie Prescott, azaz Jimi Jazz (nagybőgő)
- Jeffrey Clemens, azaz Houseman (dob)

## Diszkográfia

### Albumok
- G. Love & Special Sauce (Okeh Records - 1994)
- Coast to Coast Motel (Okeh - 1995)
- Yeah, It's That Easy (Okeh - 1997)
- Philadelphonic (550 Music - 1999)
- Electric Mile (550 Music - 2001)
- The Best of G. Love and Special Sauce (Sony - 2002)
- The Hustle (Brushfire Records - 2004)
- Lemonade (Brushfire Records - 2006)
- A Year and a Night with G. Love and Special Sauce CD/DVD (2007)
- Superhero Brother (Brushfire Records - 2008)
- Long Way Down (Philadelphonic Records - 2009)

## Külső hivatkozások
- Cikk az est.hu oldaláról.
- PHILADELPHONIC.com
- G Love dalszövegek
- G. Love & Special Sauce gyűjtemény.
- G. Love and Special Sauce rajongói oldal. Archiválva 2018. április 20-i dátummal a Wayback Machine-ben